# Duolandrevus coulonianus
Duolandrevus coulonianus är en insektsart som först beskrevs av Henri Saussure 1877.  Duolandrevus coulonianus ingår i släktet Duolandrevus och familjen syrsor. Inga underarter finns listade i Catalogue of Life.